# Lester Maddox
Lester Garfield Maddox (* 30. September 1915 in Atlanta; † 25. Juni 2003 ebenda) war ein US-amerikanischer Politiker, Gouverneur des US-Bundesstaats Georgia von 1967 bis 1971 und Vertreter der Rassentrennung.

## Jugend und politischer Aufstieg
Lester Garfield Maddox wurde als Sohn von Dean Garfield Maddox und Flonnie Maddox, geborene Castleberr, in eine arme Stahlarbeiterfamilie geboren. 1933 verließ er ohne Abschluss die High School und arbeitete als einfacher Arbeiter in einem Stahlwerk. 1936 heiratete er Virginia Cox, mit der er bis zu ihrem Tod 1997 verheiratet blieb. Während des Zweiten Weltkrieges arbeitete er in verschiedenen Rüstungsbetrieben. Seiner Ansicht nach waren diese Betriebe ineffizient und stellten eine Verschwendung von Steuergeldern dar. Daher gab er diese Stellungen 1944 auf und beschloss, selbst unternehmerisch tätig zu werden. In Atlanta eröffnete er ein Lokal, das er Pickrick Cafeteria nannte und das sich auf einheimisch-populäre Küche spezialisierte. Dieses Lokal war sehr erfolgreich und Maddox wurde nun langsam einem breiteren Publikum bekannt, besonders seit er Anzeigen in einer Tageszeitung schaltete und nicht nur Werbung für sein Lokal machte, sondern auch seine politisch reaktionären Ansichten kundtat. Er war ein Befürworter der Rassentrennung und demzufolge waren in seinem Lokal keine Afroamerikaner erlaubt.
1957 und 1961 bewarb er sich zweimal erfolglos um das Amt des Bürgermeisters von Atlanta. Auch seine Kandidatur zum Vizegouverneur im Jahr 1962 war nicht von Erfolg gekrönt. Trotz der neuen Bürgerrechtsgesetze auf Bundesebene blieb Maddox den Ideen der Rassentrennung treu. Er verkündete aller Welt, dass er sein Lokal eher schließen würde, als es für Schwarze zu öffnen. In der Folge kam es vor seinem Restaurant zu Demonstrationen aufgebrachter Bürgerrechtler. An ihm schieden sich die Geister. Die reaktionär-konservativen Kräfte sammelten sich hinter Maddox und nominierten ihn für die Gouverneurswahl von 1966. Es war ein Schock für alle liberalen Kräfte in den gesamten USA, als es Maddox gelang, in den Vorwahlen der Demokraten den liberalen Ex-Gouverneur Ellis Arnall mit 54,29 % zu 45,71 % aus dem Rennen zu schlagen. Die eigentliche Wahl wurde dann sehr knapp. Da keine klare Mehrheit zwischen Maddox und seinem republikanischen Herausforderer Howard H. Callaway erkennbar war, musste das Parlament Georgias den Gouverneur wählen, und es entschied sich für Maddox. Callaway war übrigens der erste republikanische Kandidat seit der Reconstruction in den 1870er Jahren, der eine realistische Chance hatte, in Georgia zum Gouverneur gewählt zu werden; ansonsten hatten die Demokraten alle Gouverneurswahlen mit großer Mehrheit gewonnen.

## Maddox als Gouverneur von Georgia
Berechtigte Befürchtungen, unter Maddox würde Georgia rassenpolitisch in alte Muster zurückfallen, erwiesen sich überraschend als unbegründet. Er initiierte eine Gefängnisreform, die auch bei der schwarzen Bevölkerung Zustimmung fand, und erhöhte das Budget für die Universitäten des Landes. Maddox beschäftigte mehr Afroamerikaner in seiner Regierung als alle Gouverneure vor ihm zusammen, was aufgrund seiner früheren Haltung sehr überraschend war. Trotzdem blieb er im Geiste ein Anhänger der Rassentrennung. Das zeigte sich auch anlässlich der Trauerfeiern für den ermordeten Martin Luther King im Jahr 1968, als er es ablehnte, die Flaggen auf halbmast zu setzen. Gleichzeitig reagierte er mit einem überzogenen Polizeiaufgebot auf Gerüchte, es könnte während der Trauerfeierlichkeiten zu Ausschreitungen kommen. Auf dem Bundesparteitag der Demokraten 1968 in Chicago widersetzte sich Maddox dem Bürgerrechtsprogramm seiner Partei.

## Die späteren Jahre
Maddox konnte aufgrund einer Klausel in der Verfassung, die eine direkte Wiederwahl eines Gouverneurs untersagte, 1970 nicht erneut kandidieren. Stattdessen bewarb er sich um das Amt des Vizegouverneurs, in das er dann auch gewählt wurde. Mit dem neuen Gouverneur, seinem politischen Rivalen Jimmy Carter, hatte er oft Meinungsverschiedenheiten. Bei der Gouverneurswahl 1974 war mit Carter letztmals vor einer entsprechenden Verfassungsänderung ein amtierender Gouverneur von der direkten Wiederwahl ausgeschlossen. Maddox bemühte sich daher um eine Rückkehr in das höchste Amt des Bundesstaates. Im ersten Wahlgang der Vorwahl gewann er auch eine relative Stimmenmehrheit. Da er jedoch die erforderliche absolute Mehrheit an Stimmen verfehlte, kam es zu einer Stichwahl mit dem zweitstärksten Bewerber George Busbee. Diese verlor Maddox mit 41 % gegen 59 % der Stimmen gegen Busbee, der anschließend auch die eigentliche Wahl gewann. Im Januar 1975 schied Maddox daher aus der Regierung aus. Zum neuen Vizegouverneur wurde sein bisher Stabschef Zell Miller gewählt, dessen Kandidatur Maddox auch unterstützt hatte.
Als Kandidat der rechten American Independent Party kandidierte er 1976 ebenfalls erfolglos für die Präsidentschaft gegen Jimmy Carter und Gerald Ford. Dann zog er sich ins Privatleben zurück und versuchte in verschiedenen Branchen Fuß zu fassen. Der große wirtschaftliche Durchbruch gelang ihm aber nicht. Im Jahr 1990 unternahm Maddox nochmals einen Versuch, ins Gouverneursamt zurückzukehren, war bei der demokratischen Vorwahl allerdings mit nur rund drei Prozent der Stimmen weit abgeschlagen. Kandidat und späterer Gouverneur wurde Zell Miller. Als Maddox gegen Ende seines Lebens Bilanz zog, verteidigte er die meisten seiner Entscheidungen und politischen Ansichten und sah keinen Grund, sich für seine Politik der Rassentrennung zu entschuldigen. Schließlich erlag er am 25. Juni 2003 einem Krebsleiden.
Eine Brücke bei Cobb County, Georgia, über die der Interstate Highway 75 über den Chattahoochee River führt, ist nach dem Ehepaar „Lester and Virginia Maddox Bridge“ benannt.